# Bataille de Mbanda Kasi
La bataille de Mbanda Kasi (ou Mbandi Kasi) est un combat qui oppose les forces de l'Angola portugais à celles du royaume du Kongo au cours de leur premier conflit armé qui dure de 1622 à 1623.   

## Contexte
La bataille a lieu en janvier 1623 : bien que peu mentionnée dans les sources portugaises, elle a été enregistrée dans une correspondance entre les Kongolais et leurs alliés hollandais. Ce combat marque le tournant de cette courte guerre, en faveur du Kongo, et conduit à l'éviction du gouverneur portugais Pedro de Sousa Coelho (pt) (1623) de Luanda et à la libération des sujets kongolais emmenés comme esclaves dans les campagnes précédentes. Le conflit a comme conséquence que le manikongo Pierre II recherche une alliance durable avec l'Empire colonial hollandais dans le but d'expulser totalement les Portugais de la région.